# 12850 Axelmunthe
12850 Axelmunthe (tên chỉ định: 1998 CO3) là một tiểu hành tinh vành đai chính. Nó được phát hiện bởi Eric Walter Elst ở Đài thiên văn La Silla ở Chile ngày 6 tháng 2 năm 1998. Nó được đặt theo tên Axel Munthe, a Swedish psychiatrist of the 19th và 20th centuries.